# Incarnazione

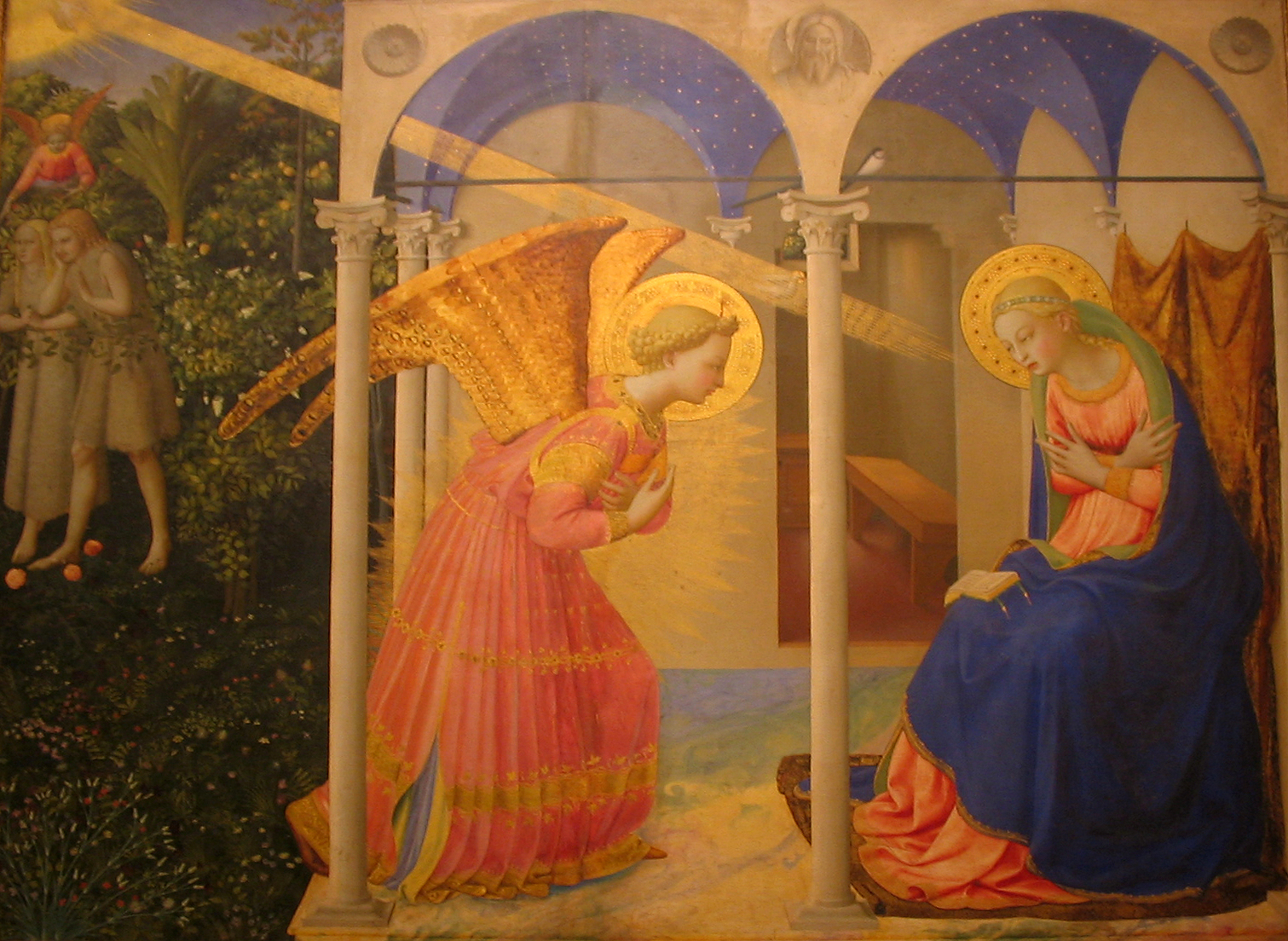
Dettaglio dall'Annunciazione di Beato Angelico

Per incarnazione si intende la discesa dell'anima in un corpo dopo il concepimento oppure una caduta dovuta a una colpa originaria. Può essere intesa anche come un atto di personificazione, ovvero l'assunzione di una forma umana da parte di un essere spirituale, divino. Su un piano filosofico può significare invece la rappresentazione concreta di un concetto astratto.

## Incarnazione nel cristianesimo
Nel cristianesimo l'Incarnazione per eccellenza indica l'assunzione della natura umana da parte della seconda persona trinitaria, cioè il Verbo, che si sarebbe fatto uomo in Gesù Cristo. La dottrina cattolica dell'Incarnazione è così riassunta nel simbolo niceno-costantinopolitano:
I Vangeli fanno coincidere l'Incarnazione con il momento del concepimento del Cristo; questo avvenne durante l'Annunciazione, non appena sua madre Maria, dopo aver avuto la visione di un arcangelo chiamato Arcangelo Gabriele, accettò l'annuncio del suo concepimento verginale con le parole: «Eccomi, sono la serva del Signore, avvenga di me quello che hai detto» (Luca 1,38). Secondo la dottrina cristiana Adamo ed Eva, i progenitori dell'umanità nella tradizione biblica, avrebbero commesso un peccato di disubbedienza a Dio. Di conseguenza, a causa di questo peccato originale ogni essere umano nascerebbe peccatore per via della trasmissione ereditaria di questa colpa. Pertanto, secondo tale dottrina, il Cristo si incarnò al fine di redimere l'umanità dai peccati commessi, da quello originale in particolare, assumendone le colpe ed espiandole con la sofferenza provocata dalla sua crocifissione.
In diverse altre religioni vi sono credenze secondo le quali una divinità può incarnarsi in forma umana (vedi ad esempio il concetto di avatar nell'induismo). In molte tradizioni iniziatiche inoltre esiste il concetto della deliberata espiazione da parte di un maestro spirituale, di colpe o sofferenze sopportate dai propri discepoli.